# Xihu, Qilihe
Xihu (kinesiska: 西湖) är ett stadsdelsdistrikt i nordvästra Kina. Det ligger i stadsdistriktet Qilihe i provinshuvudstaden Lanzhou i provinsen Gansu.